# Stipa kungeica
Stipa kungeica är en gräsart som beskrevs av Vitaliǐ Petrovich Goloskokov. Stipa kungeica ingår i släktet fjädergrässläktet, och familjen gräs. Inga underarter finns listade i Catalogue of Life.